# Voda
Voda je kemijski spoj dva atoma vodika i jednoga atoma kisika i jedan od osnovnih uvjeta života. Kemijska formula vode je H2O.

## Kemijska svojstva
- Polarnost je neravnomjerna razdioba električnog naboja unutar molekule. Uzrokovana je odjeljivanjem električnog naboja zbog neravnomjerne raspodjele elektrona u molekuli. Atom kisika na čelu molekule je elektronegativan (teži privlačenju elektrona), pa jedan kraj molekule ima parcijalno negativan električni naboj, a drugi kraj molekule, oko vodikovih atoma, parcijalno pozitivan naboj. To uzrokuje asimetričnost molekule vode - dva atoma vodika su pod kutom od 104.5° vezana za atomom kisika. Polarnost uvelike određuje ostala svojstva vode.
- Kohezija je svojstvo molekule vode da uspostavlja vodikove veze s bliskim molekulama. Vodikova veza nastaje međusobnim privlačenjem i spontanim usmjeravanjem molekula tako da se elektronegativni atom kisika jedne pridružuje eletropozitivnim atomima vodika drugih molekula vode. Vodikove veze među susjednim molekulama neprestano pucaju i ponovno se oblikuju (tipična veza ima životni vijek od nekoliko mikrosekunda), a svaka molekula vode je u tekućem stanju povezana s oko 3½ susjednih molekula što rezultira stvaranjem velike trodimenzionalne mreže koja je u čvrstom stanju leda jako pravilna. Kohezivnost uvjetuje: veliku površinsku napetost vode, kapilarnost, visoku točku vrelišta, specifičnu toplinu i toplinu isparavanja.
- Specifična toplina je količina topline koju jedinica količine tvari treba primiti da bi mu se temperatura podigla za jedinicu temperature (za tekuću vodu iznosi tipično 4,1813 kJ/(kg·K)). Njen je visoki iznos kod vode prouzrokovan širenjem vodikovih veza. Energija, koja kod drugih tekućina povećava gibanje među molekulama otapala (podiže temperaturu), se kod vode koristi za razbijanje vodikovih veza među susjednim molekulama. Vodene otopine su tako, zahvaljujući vodikovim vezama, izuzete od velikih promjena u temperaturi.
- Toplina isparavanja je količina energije (topline) potrebna da se određena količina tvari iz tekućine pretvori u paru. Ova vrijednost je visoka kod vode jer se tijekom procesa moraju razbiti vodikove veze. Ovo svojstvo vodu čini izvrsnim rashlađivačem. Voda je dragocjena.
- Prisutnost vode može se dokazati i kobaltovim(II) kloridom. Bezvodni spoj plave je boje, a u prisutnosti vode postane ružičast. Ponekad se koristi kao dodatak sredstvu za sušenje silikagelu.
- Hidrofilne otopljene tvari su one koje voda privlači, pa se zbog hidratacije brže otapaju u vodi (male organske molekule u stanicama: šećeri, organske kiseline i neke aminokiseline). To su specifične neutralne molekule, koje elektrostatički međudjeluju s molekulama vode.
- Hidrofobne otopljene tvari nisu topljive u vodi (lipidi i većina proteina). To su nepolarne molekule koje razbijaju strukturu vode i teže izuzimanju zbog onemogućavanja uspostavljanja vodikovih veza u vodi.

## Osobine i rasprostranjenost
Voda je najrasprostranjenija tekućina na Zemlji (obujma ~1500 x 109 km3) i najvažnije (polarno) otapalo koje otapa tekućine, plinove i mnogobrojne krutine. Voda zbog polarnosti posjeduje izvrstan kapacitet da otapa različite vrste tvari. Molekula vode (H2O) sastoji se od dvaju atoma vodika i atoma kisika.
Voda je bitan sastojak živih organizama (maseni udio vode do 90%) i nužna je za život svih živih organizama. Znanstvenici tvrde da se živa bića najvećim dijelom sastoje od vode i da ona čini tri četvrtine ukupne površine Zemlje. Na snimkama Zemlje iz Svemira može se uočiti da je velik dio Zemljine površine pokriven vodom, oko 70%.
Pod utjecajem Sunčeva zračenja površinska voda neprekidno se isparuje u atmosferu (tzv. kruženje vode u prirodi), gdje se kondenzira (stvarajući kišne ili snježne oblake u atmosferi) i u obliku oborina (kiša, snijeg, tuča, rosa, inje i magla) vraća na Zemlju, prenoseći tako velike mase vode na kontinente, i to zovemo globalni hidrološki ciklus, pa u mnogome utječe na klimu.
U troposferi voda čini 80% stakleničkih plinova i prouzročuje zadržavanje topline, te porast globalne temperature.
Najjednostavnija podjela vode jest podjela na slatke (~4% na Zemlji) i slane. Većina je voda na Zemlji slana (mora, oceani). Dobro je poznata i podjela vode na tekućice rijeke i stajaćice (npr. jezera, bare, močvare). Ledenjaci pak zauzimaju posebno mjesto gdje je voda u krutome obliku.
Rasprostranjenost vode (volumni udjel)

| morska voda                       | 96,652% |
| polarni led i ledenjaci           | 1,702%  |
| podzemna voda                     | 1,631%  |
| površinska voda (jezera i rijeke) | 0,013%  |
| voda u tlu                        | 0,001%  |
| voda u atmosferi                  | 0,001%  |

Pri atmosferskom tlaku i temperaturi između 0 °C (273K, kada se ledi) i 100 °C (373K, kada vrije) čista (destilirana) voda bezbojna je tekućina bez mirisa i okusa. Voda pokazuje Amfoternost*amfotermno obilježje.
Najznačajnije svojstvo po kojem se voda ističe jest da je njena gustoća u čvrstom stanju manja od gustoće u tekućem stanju. Gustoća vode najveća je na 3,98 °C (tzv. anomalija vode) pa je led manje gustoće od tekuće vode i na njoj pliva, a njegov volumen veći je za 9% od volumena jednake mase tekuće vode.

Jedinstvena fizikalna i kemijska svojstva vode posljedica su kemijske i prostorne građe njezinih molekula. Vodikovi su atomi u molekuli vode vezani kovalentnom vezom s elektronegativnijim kisikovim atomom, što uzrokuje asimetrični raspored elektrona i dipolna svojstva molekule. Zbog značajne razlike u elektronegativnosti vodikova i kisikova atoma, zbog dvaju slobodnih, nepodijeljenih elektronskih parova na kisikovu atomu, te činjenice da dvije kovalentne veze između kisikova i vodikovih atoma zatvaraju kut od 104,5 °C, molekula vode razmjerno je jaki dipol.
Zbog toga molekule vode i u tekućem i u čvrstom stanju grade nakupine molekula, međusobno povezane vodikovim vezama. U tekućoj su vodi te nakupine nestabilne i nasumične, a u ledu one tvore pravilnu tetraedarsku strukturu (tvorevinu), pri čem tetraedri grade heksagonske kanale (veće pseudokristalne nakupine).
Taljenjem leda, njegova se tetraedarska struktura urušava, pa se broj molekula vode po jedinici volumena smanjuje. Od 0 °C do 3,98 °C prevlada proces urušavanja tetraedarske strukture i gustoća vode raste (anomalija vode). Iznad 3,98 °C prevladava proces udaljavanja molekula, tj. gustoća se vode daljnjim porastom temperature smanjuje, kao što je to u većini ostalih tvari. Prirodne se vode smrzavaju od površine prema unutrašnjosti, a led na površini toplinski je izolator koji usporava daljnje smrzavanje i štiti žive organizme u vodi.

To da je led lakši od vode pa pliva na površini ima iznimno značenje za život organizama zimi (površina je vode zaleđena, a u unutrašnjosti je temperatura dovoljno visoka za određivanje života).
Zbog vodikovih veza između molekula, ledište i vrelište vode znatno su viši od ledišta i vrelišta nekih sličnih vodikovih spojeva koji nemaju vodikove veze, kao što su amonijak (NH3) i sumporovodik (H2S). Bez vodikovih veza vrelište vode pri atmosferskom tlaku bio bi -75 °C. Zahvaljujući vodikovim vezama, voda je velikoga specifičnog toplinskog kapaciteta (4185 Jkg−1K−1) i specifična toplina isparivanja (3,33 x 105 Jkg-1) i taljenja leda (2,26 x 106 Jkg−1), a to znači da se prijelazom vodene pare u tekuću vodu, odnosno tekuće vode u led, oslobađa znatna energija, što npr. omogućuje toplokrvnim organizmima održavanje temperature u potrebnim, uskim granicama (termoregulacija). Viskoznost vode se povećava snižavanjem temperature. Kako je masa površinske vode na Zemlji golema, uz male promjene temperature, jezera i mora, mogu iza atmosfere primiti i ponovno u atmosferu otpustiti velike količine topline, što je uzrokom da na površini Zemlje nema naglih i velikih promjena temperature kao na Mjesecu ili Merkuru.

Također, vodena para u atmosferi djelomično apsorbira mikrovalno i infracrveno zračenje tla i tako ublažava kolebanje temperature. Polagano zagrijavanje i hlađenje mora razlogom su blaže klime u primorskim krajevima.
I molekule mnogih drugih spojeva mogu stvarati međumolekulske vodikove veze, no razlika između H2O i ostalih polarnih molekula, kao što se NH3 ili HF, jest u tome da kisikov atom iz vode može stvarati dvije vodikove veze (ima dva slobodna elektronska para usmjerena prema vrhovima tetraedra.
Jednostavan i vrlo praktičan VSEPR pristup geometriji molekula; struktura vode jest pod kutom, no stereokemijski je tetraedarske geometrije, iako ne potpuno pravilne poput CH4. Na taj način molekule vode imaju mogućnost da izrade beskonačnu trodimenzionalnu mrežu (strukturu) u kojima je kisikov atom u približno tetraedarskom okruženju s četirima vodikovim atomima; dva su vezana kovalentnom vezom, a dva vodikovom. NH3 i HF stvaraju lance ili prstene, ali ne mogu stvarati trodimenzionalne mreže.

Vrelišta tvari povezanih vodikovom vezom viša su u odnosu na tvari čije molekule nisu povezane vodikovim vezama ili su te veze vrlo slabe.
Osim za piće, pripremu hrane i za pranje, voda se uvelike koristi za navodnjavanje poljodjelskoga tla. Voda kao dobro otapalo opskrbljuje biljke mineralnim tvarima i nužna je za fotosintezu, a u ljuskom organizmu kao glavni sastojak tjelesnih tekućina opskrbljuje sve organe hranjivim sastojcima i uklanja otpadne tvari iz organizma.

Voda je osnovni sastojak svih živih organizama. U nekih organizama čini i 99% njihove mase, u čovjeka oko 70%. Svi biološki procesi odvijaju se isključivo u vodenoj sredini, iako postoje organizmi koji mogu dugotrajno preživjeti stanje potpune dehidratacije. Metabolizam, rast i razmnožavanje takvih organizama počinju tek nakon rehidratacije. Biološke makromolekule (bjelančevine, nukleinske kiseline, polisaharidi) sadrže čvrsto vezanu vodu, koja je nužna za njihovu biološki aktivnu konformaciju. Voda nije samo otapalo u kojem funkcioniraju enzimi nego i izravni metabolit; supstrat je u svim hidrolitičkim, a nusprodukt u mnogim biosintetskim reakcijama. Živi organizam neprekidno uzima i otpušta vodu, što se naziva ciklusom vode. Vodeni organizmi izmjenjuju vodu difuzijom.

Kod kopnenih biljaka ta se izmjena odvija pretežno fizikalnim mehanizmima (kapilarne sile u korijenu; transpiracija). Kopnene životinje i čovjek moraju piti vodu ili ju pribaviti hranom koja sadrži vodu. Vodu gube mokraćom, izmetima, disanjem i znojenjem. Izlučivanje vode metabolički je nužno, jer ono omogućuje organizmu da se oslobodi nekorisnih i štetnih tvari topljivih u vodi. Znojenje je u mnogih organizama dio procesa termoregulacije.
Ključni je uvjet održivoga razvoja održavanje čistoće vode u prirodnim spremištima i vodotokovima. Sprječavanje zagađivanja voda najvažniji je dio zaštite okoliša (provodi se aerobna obradba otpada i ispitivanje kakvoće vode).

### Dobivanje
Voda se može dobiti izravnom sintezom iz vodika i kisika, a nastaje kao produkt u mnogim drugim kemijskim reakcijama. Može se rastaviti na vodik i kisik elektrolizom, uz dodatak jakoga elektrolita radi povećanja vodljivosti otopine (čista voda provodi el. struju, ali je vrlo slab elektrolit), ili termičkom razgradnjom na više od 1000 °C (prevođenjem vodene pare preko užarene platinske žice).

U čistoj vodi postoji ravnoteža autoionizacije vode, tj. autoprotoliza, u kojoj jedna molekula vode djeluje kao kiselina, a druga kao baza:
H2O + H2O <--> H3O+ + OH-
, pa je voda amfoterna.
Stoga ona kemijski reagira s oksidima metala i daje baze, a s oksidima nemetala kiseline. Važna je reakcija vode i hidroliza.
Voda se ugrađuje u kristalnu rešetku mnogih soli, dajući hidratizirane soli. Čista voda slabo je ionizirana, pa je množinska koncentracija nastalih iona vrlo mala ([H3O+]=[OH-]=10−7 mol/dm3, pri 25 °C). Čista voda je neutralna, tj. pH = 7.
Zbog polarnoga karaktera svoje molekule, voda je odlično otapalo za mnoge ionske i polarne spojeve, tako da prirodna voda (voda u prirodi) nikada nije kemijski čista, jer otapa mineralne tvari iz tla i najčešće sadrži kalcijeve, magnezijeve i natrijeve katione te hidrogenkarbonatne, kloridne i sulfatne anione. Takva se voda naziva tvrdom vodom, jer se prilikom njezina vrenja stvaraju netopljivi produkti (najčešće kalcijev karbonat, CaCO3) koji slabo prenose toplinu, pa se materijal zagrijane posude pregrijava i slabe mu mehanička svojstva.

To je posebno štetno za kućanske aparate (perilice i bojlere) i visokotlačne parne kotlove u industriji. Zbog toga se prirodna voda (osim kišnice) za tehničku primjenu mora omekšati. Karbonatna (polazna) tvrdoća vode, uzrokovana kalcijevim i magnezijevim hidrogenkarbonatima, može se ukloniti iskuhavanjem vode ili dodatkom sode ili sode i vapna, što uzrokuje taloženje netopljivih karbonata.
Voda je homogena smjesa upravo zbog otopljenih tvari koje mogu biti kemijski spojevi (npr. magnezijev sulfat ili magnezijev klorid u moru) ili ioni metala: kationi (npr. Ca2+, Mg2+), anioni (npr. CO32-), potom molekule (npr. CO2 u mineralnoj vodi) i niz drugih tvari koje nažalost u vodu dolaze kao onečišćivači (npr. fosfati).

## Polarnost
Molekula vode posjeduje dipolni moment, tj. molekula vode je polarna (voda je polarna molekula).
U kemiji vrijedi pravilo:“Polarno se otapa u polarnom“, što će reći da se slično otapa u sličnome, tj. polarne će se molekule otapati u vodi. Voda je najčešće otapalo, no topljivost tvari u vodi nije jednaka, već ovisi o građi tvari. Topljivost se tvari mijenja s promjenom tlaka i temperature pri kojoj se otapanje odvija.
Ako uzmemo za primjer sam natrijev klorid koji u vodi disocira, razlaže se na ione koji su hidratizirani: Na+(aq) i Cl-(aq) i taj proces opisujemo jednadžbom:
NaCl(s) --> Na+(aq) + Cl-(aq)

## Deioniziranje vode i tvrdoća
Deionizirana voda dobije se uklanjanjem otopljenih soli ionskim izmjenjivačima, a koristi se kao zamjena za destiliranu vodu.
Kako se nekarbonatna (stalna) tvrdoća vode, uzrokovana svim ostalim u vodi otopljenim solima, ne može tako ukloniti, za uklanjanje ukupne tvrdoće vode (karbonatne i nekarbonatne) provodi se deionizacija vode pomoću izmjenjivača iona.
U Međunarodnom sustavu jedinica (SI) ukupna tvrdoća vode izražava se kao množinska koncentracija zemnoalkalijskih iona u vodi (mjerna jedinica mol/L). Ionako ne postoji jednoznačna tablica tvrdoće vode, uglavnom se smatra kako je voda koja sadrži manje od; 1,6 mmol/L kalcijevih iona meka (npr. kišnica), od 1,6 do 3,2 mmol/L umjereno tvrda, od 3,2 do 4,6 mmol/L tvrda (npr. vodovodna voda), a uz koncentraciju kalcijevih iona veću od 4,6 mmol/L vrlo tvrda. Tako prema količini otopljenih tvari, vode dijelimo na meke i tvrde vode.

Prije se tvrdoća vode navodila u različitim jedinicama, npr. u njemačkim stupnjevima tvrdoće (°dH), pa je tako 1°dH odgovarao količini iona Ca2+, Mg2+ ili Fe2+ koja je ekvivalentna masenoj koncentraciji kalcijeva oksida (CaO) od 10 mg/dm3.

## Morska voda
Morskom vodom naziva se voda mora i oceana. Sadržava znatne količine otopljenih soli (više od 35 g/L), a zbog prisutnosti kalcija i magnezija u obliku klorida i sulfata, morska je voda vrlo tvrda. Nagriza kovine, beton i neke vrste kamena. Izrazito je slana okusa, ali se može koristiti za piće dobivena desalinizacijom slane jezerske ili morske vode (odsoljivanje).

## Destilacija vode (destilirana voda)
Postupak odvajanja otopljenih tvari iz vode naziva se destilacija vode. Kemijski čista voda naziva se redestilirana voda.
Destilirana voda (od latinske riječi destillare: kapati; latinski aqua destillata; demineralizirana voda, omekšana voda) je destilacijom pročišćena voda (djelomično omekšana voda) koja ne sadržava otopljene čvrste tvari, tj. kojoj je uklonjena karbonatna tvrdoća. Destilirana voda još uvijek nije kemijski čista voda, ali može sadržavati samo male neznatne količine hlapljivih nečistoća.

Dobiva se jednokratnom ili višekratnom destilacijom, tj. isparavanjem vode i ukapljivanjem (kondenzacijom) vodene pare, čime se voda oslobađa otopljenih plinova i otopljenih ili suspendiranih čvrstih tvari (najčešće raznih minerala), a ukapljuje se čista vodena para (H2O), što je prirodni spoj vodika i kisika.
Destilacija konvencionalnim metodama zbog velike potrošnje energije prilično je skup postupak. Korištenjem regenerativne energije kao što je primjerice solarna energija troškovi su znatno niži.
Destilirane vode iz slobodne prodaje su bitno čišće od izvorskih. Destilirana voda nije za piće, zbog svog bljutavog okusa. Upotrebljava se u farmaciji, medicini, kemiji (kao otapalo te u tehničke svrhe), industriji (nadolijevanje akumulatorskih baterija, kao sirovina u različitim tehnološkim procesima, kao sredstvo za prijenos topline ili tvari), u energetici za pretvaranje kinetičke energije u električnu, kao para u toplinsko-energetskim pogonima za zagrijavanje i rashlađivanje, itd.
U novije doba destiliranu vodu sve više zamjenjuje kemijski čista voda, dobivena pročišćavanjem vode s pomoću izmjenjivača iona, a takva voda se naziva deionizirana voda.
Destilirana voda u ravnoteži je s ugljikovim dioksidom iz zraka i ima vodljivost oko 0.8×10−6 S x cm−1. Ponovljenom destilacijom u vakuumu može se postići vodljivost od 0.043×10−6 S x cm−1 pri 18 °C. Ova granična vodljivost uzrokovana je ionizacijom vode.
Isparavanjem takve vode do suhoga, u većini slučajeva ispari bez ostataka karbonata kao što je primjer kod mineralne vode.

## Pitka voda
Prirodna voda, koja sadrži kalcijev bikarbonat (Ca(HCO3)2) kalcijev klorid i kalcijev sulfat naziva se tvrda voda.
Pitka voda, podzemna, bunarska i površinska, je bistra i potpuno prozirna voda, bez mirisa i boje, a radi dobra okusa treba sadržavati otopljeni kisik, ugljikov dioksid i topljive soli (NaCl, NaHCO3) i dr.

Sadrži li patogenih bakterija, organske tvari, nitrata, nitrita i amonijaka, te željeznih soli (koje omogućuju razvoj algi), manganovih soli (daju vodi loš okus) ili drugih štetnih tvari, mora se prije uporabe pročistiti oksidacijom kisikom iz zraka i dezinficirati klorom ili ozonom.
Voda za piće (npr. Hrvatske poznate Jamnice, Jane i dr.) su najčešće izvorske vode (crpu se direktno s izvora), koje su pak samo pročišćene od mogućih nečistoća. Kupovne vode za piće su čiste mehanički i biološki, da se pijenjem iste ne dobije dizenterija.

## Oborinska voda
Oborinska voda dio je oborina, koje se ispirući površine izravno ili neizravno slijevaju u vodne sustave. Zbog sve većega onečišćenja atmosfere i zemljišta znatno onečišćuje prirodne vode. Na izgrađenim površinama prikuplja se i ispušta s otpadnim vodama ili odvojeno od njih.
Takva voda sadrži prašinu i nešto otopljenih plinova iz atmosfere, a nema otopljenih soli, pa je bljutava okusa, no ipak se ponegdje rabi za piće.

## Voda u tlu
Voda u tlu je voda koju sadržava tlo, kamo je dospjela procjeđivanjem ili upijanjem. Može biti adehijska, kapilarna ili podzemna voda.
Adehijska voda je voda koja se nalazi u gornjem sloju tla, a zadržava se silama uzajamnoga molekularnoga djelovanja između čestica tla i upijene vode.
Kapilarna voda je voda koja ispunjuje najuže pore tla zbog djelovanja površinske napetosti, a pojavljuje se povećanjem vlažnosti tla.
Podzemne vode (temeljne vode) sve su vode koje se nalaze u tlu, tj. u šupljinama tla. Podzemna voda u stijenama s međuzrnatom poroznošću (šljunci, pijesci) naziva se temeljnicom (freatskom ili vapnenom) vodom. Podzemna voda je ona voda koja može strujati pod djelovanjem gravitacijske sile.

U vezanim stijenama (npr. u vapnencima), voda se nakuplja i protječe pukotinama. U krškom području znatne količine voda protječu podzemljem.
Arteška voda, podzemna je voda koja se pod određenim tlakom nalazi u vodopropusnome sloju između vodonepropusnih slojeva.

## Otpadna voda
Otpadne vode su vode s otopljenim i suspendiranim otpadnim tvarima iz domaćinstava, industrije i poljoprivrede. Sirove su otpadne vode zagađivala, koja u prirodne vode (rijeke i mora) dospijevaju sustavom kanala (točkasti ispusti) ili oborinskim vodama procesom ispiranja tla (raspršeni ispusti). Zbog složenoga sustava otpadnih voda potreban je niz postupaka za pročišćivanje, koji omogućuju ponovnu uporabu ili neopasno ispuštanje u prirodne vode.
Otpadna voda je voda uporabljena u kućanstvu, obrtu ili industriji i obično je toliko onečišćena da se ne smije ispuštati u vodene tokove bez pročišćavanja. Zagađivanje vode industrijskim otpacima stvara u novije doba veliku opasnost za održavanje biološke ravnoteže u rijekama, jezerima i morima.

## Mineralna voda
Mineralnom vodom naziva se prirodna voda koja u jednoj litri sadrži više od 1g svih otopljenih soli. Isparavanjem takve vode do suhoga, u većini slučajeva ostanu karbonati.
Na svakoj boci prirodne mineralne vode nalaze se podatci o njezinom sastavu, a time i brojnost kalcijevih i magnezijevih iona.

## Teška voda
Teška voda u kemijskom je smislu deuterijev oksid (D2O), a u praktičnom smislu naziv za vodu koja je tehničkim postupkom obogaćena deuterijem (tzv. teškim vodikom).

## Voda u Hrvatskoj
U Hrvatskoj se još uvijek može piti voda iz slavina, iako je potrebna stroga kontrola kakvoće pitke vode mikrobiološkim i kemijskim analizama. U sustavu vodoopskrbe pitka se voda kontinuirano kontrolira.

## Problemi u svijetu i ekološka osviještenost
Količine pitke vode na zemlji nažalost su smanjene.

Poznato je da bez vode nema života. Ta bezbojna tekućina znači život kako za ljude tako i za biljni i životinjski svijet. Starogrčki filozofi smatrali su vodu početkom svega. Stoga nije pretjerano reći da je voda sam život i zato nema cijenu. Ponekad ni sami nismo svjesni vrijednosti toga blaga, ali i mnoštva čimbenika koji sutra to blago mogu pretvoriti u bezvrijednu tekućinu ako ne budemo dovoljno odgovorni i razumni.
Svjetski dan voda obilježava se svake godine 22. ožujka.